# Onofre Garí i Torrent

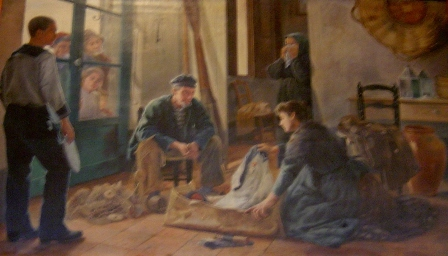
Premi sense goig

Onofre Garí i Torrent (Charleston, EUA, 1872 – Barcelona, 1920) fou un pintor català nascut als Estats Units. Estava casat amb Francisca Romeu Selvas, qui morí durant la Guerra Civil Espanyola. Es troba enterrat al cementiri de Sarrià. A Badalona es conserva la seva residència modernista.

## Obres destacades
- Premi sense goig, conservat a la Biblioteca Museu Víctor Balaguer de Vilanova i la Geltrú